# 파티 몬스터
파티 몬스터(Party Monster)는 네덜란드에서 제작된 펜튼 베일리, 랜디 바바토 감독의 2003년 범죄, 드라마 영화이다. 세스 그린 등이 주연으로 출연하였고 펜튼 베일리 등이 제작에 참여하였다.

## 출연

### 주연
- 세스 그린
- 맥컬리 컬킨

### 조연
- 다이애나 스카위드
- 클로에 세비니
- 딜론 울리
- 마릴린 맨슨
- 딜란 맥더모트
- 미아 커쉬너
- 윌머 발더라마
- 엘리엇 크리스
- 나타샤 리온

## 제작진
- 원작자: 제임스 세인트 제임스
- Line PD: 데릭 성
- 미술: 앤드리아 스탠리
- 의상: 리치 리치
- 의상: 마이클 윌킨슨
- 배역: 수잔 숍메이커
- Ass-PD: 타이린 스모더스